# Alessandro Mannarino
Alessandro Mannarino, noto anche semplicemente come Mannarino (Roma, 23 agosto 1979), è un cantautore italiano.

## Biografia
Nato a Roma nel quartiere periferico di San Basilio, inizia l'attività artistica nel 2001, esibendosi nel rione Monti con spettacoli originali a metà strada tra il DJ set ed il concerto acustico.
Nel 2006 fonda la Kampina, una band formata da sei elementi, con cui si esibisce nei principali locali della capitale. Dall'amicizia con l'attore e autore Massimiliano Bruno nasce lo spettacolo Roma di notte, inserito nella rassegna teatrale LET della Cometa Off di Roma, curata da Valerio Aprea; nel frattempo sviluppa anche collaborazioni extra musicali con artisti come Ascanio Celestini, David Riondino e Don Pasta. Viene invitato in numerose trasmissioni radiofoniche, tra cui Viva Radio 2 di Fiorello, e come ospite di alcune rassegne tra cui Repubblica Roma Rock all'Auditorium Parco della Musica di Roma. Sul palco del Teatro Ambra Jovinelli è tra i protagonisti dello spettacolo Agostino, tutti contro tutti di Massimiliano Bruno e con, tra gli altri, Rolando Ravello. Qui viene notato da Serena Dandini che lo vuole con sé, per tre stagioni consecutive, nella trasmissione televisiva di Rai 3 Parla con me. Durante il 2009 compone la sigla del fortunato programma radiofonico di David Riondino e Dario Vergassola Vasco de Gama che va in onda su Radio 2 Rai. Nel 2013 scrive assieme al cantautore Artù il brano Giulia domani si sposa, contenuto nell'album Artù (Leave Music/Universal).

### Bar della rabbia(2009)
Il 20 marzo 2009 esce il suo primo album Bar della rabbia, pubblicato dalla Leave music e distribuito dalla Universal Music. Con questo primo progetto discografico vince il Premio Giorgio Gaber a Viareggio ed è finalista della Targa Tenco 2009 nella categoria "Album emergenti - Opera prima".
Il primo maggio fa il suo esordio sul palco del concerto del Primo Maggio. Quindi è protagonista del suo primo videoclip Tevere Grand Hotel girato al Casilino 900, il campo rom più grande d'Europa, chiuso nel febbraio 2010.
Il 13 novembre 2009, nell'ambito del Premio Tenco, si esibisce sul palco del Teatro Ariston di Sanremo. Bar della rabbia ottiene un ottimo successo di critica e di pubblico, fino alla certificazione "platino" da parte della FIMI; la sua popolarità cresce anche grazie alle numerose performance live nella trasmissione televisiva Parla con me di Serena Dandini. Il brano Me so' mbriacato, ancora oggi tra le canzoni più amate del suo repertorio, riscuote subito ampissimi consensi fino alla proclamazione da parte della FIMI del doppio disco di Platino.

### Supersantos(2011)
Il 15 marzo 2011 esce il suo secondo album, Supersantos (certificato disco d'oro dalla FIMI), che viene presentato live durante il tour estivo Supersantos Live e nel successivo tour teatrale L'ultimo giorno dell'umanità. I primi due album vengono raccolti in un cofanetto intitolato Capitolo Uno, uscito a dicembre 2011. A marzo partecipa come ospite all'anteprima nazionale dei 16 finalisti di Musicultura. A settembre 2011 firma la sigla d'apertura della nuova stagione di Ballarò, con un brano che interpreta dal vivo in studio, unico ospite musicale nella storia della trasmissione. Nel 2011, in occasione della collaborazione con l'artista Valerio Berruti, compone il brano Vivere la Vita, cantato da un bambino e scritto appositamente per La rivoluzione terrestre, installazione artistica del pittore e scultore piemontese. Vivere la vita è uno dei suoi brani più amati e il videoclip su YouTube raggiunge velocemente milioni di visualizzazioni.
Dopo il successo del tour L'ultimo giorno dell'umanità, rivisitazione in chiave teatrale dei suoi brani più famosi, il cantautore romano nel 2012 partecipa al Concerto del Primo Maggio. Il 13 luglio viene premiato dalla Siae come "Miglior giovane compositore italiano". Sempre nell'estate del 2012 inizia la sua tournée chiamata SUPERSANTOS Tour, live che registra da nord a sud il tutto esaurito. In autunno è la volta del suo primo tour americano nell'ambito dell'Hit Week Festival  dove suona in location come l'Highline Ballroom di New York, all'Arts and Park Amphitheatre di Miami e il Leonardo Da Vinci Theatre di Montréal.
Nel 2013 parte il tour Corde: concerto per sole chitarre, live acustico che vede Mannarino accompagnato sul palco dai chitarristi Fausto Mesolella, Tony Canto e Alessandro Chimienti e per la gestione audio Michelangelo Danzieri. Assieme al musicista Tony Brundo compone le musiche del film Tutti contro tutti (2013) di Rolando Ravello con cui vince per le musiche il Magna Grecia Film Festival.

### Al monte(2014)
Il terzo album di inediti di Mannarino è Al monte(certificato disco d'oro dalla FIMI), prodotto sempre dall'etichetta indipendente Leave Music e distribuito dalla Universal Music. Esce ufficialmente il 13 maggio 2014, anticipato dal singolo Gli animali, diffuso in radio e nei negozi digitali l'11 aprile. Dopo la prima settimana l'album conquista il 3º posto della classifica FIMI dei dischi più venduti. L'11 maggio Mannarino presenta l'album nella trasmissione Che tempo che fa (Rai 3) dove interpreta il brano Malamor. Il 3 luglio parte "Al Monte Live", un tour importante che vede l'artista accompagnato sul palco da 11 elementi. Il 27 settembre 2014 a Faenza riceve il Premio PIMI del MEI come "miglior artista indipendente dell'anno" per il grande successo di pubblico e critica dell'ultimo disco Al monte. Il 31 dicembre 2014 partecipa alla Notte di Capodanno organizzata dal Comune di Roma Capitale al Circo Massimo insieme ai Subsonica e Daddy G.
Nel giugno 2014 è stato arrestato a seguito di una rissa in un locale del lungomare di Ostia dove la sorella, che lì stava festeggiando il suo compleanno, era stata importunata. A seguito di tali fatti, nel febbraio 2016 è stato condannato a un anno e sei mesi di carcere, con la condizionale, per resistenza e lesioni a pubblico ufficiale.
È il 22 aprile 2015, invece, quando Amnesty International Italia annuncia l'assegnazione a Mannarino del Premio Amnesty International Italia 2015 per il brano Scendi giù, ritenuto da una giuria specializzata il "miglior testo sui diritti umani edito in Italia nel 2014" (la consegna avverrà durante l'evento Voci per la Libertà, il 19 luglio 2015). Il 18 giugno 2015 è invitato come ospite del programma televisivo di Michele Santoro Rosso di Sera, puntata speciale di Servizio Pubblico andata in onda in prima serata su La7, dove il cantautore interpreta, con un'intensissima performance chitarra e voce, il brano Scendi Giù . Il 4 luglio 2015 inizia m il fortunato tour "Corde 2015", con il quale Mannarino porta in scena uno spettacolo totalmente rinnovato dove le protagoniste assolute sono ancora una volta le corde: chitarre, contrabbasso, violoncello, sega sonora e violino.

### Apriti cielo(2017)
Il 23 novembre 2016 Mannarino annuncia, per il 13 gennaio 2017, l'uscita del quarto album di inediti Apriti cielo. Due giorni dopo esce il singolo omonimo che conquista immediatamente la vetta della classifica Viral50 di Spotify. L'album debutta direttamente al primo posto della Classifica FIMI Album mentre il secondo singolo estratto Arca di Noè entra nella classifica dei brani italiani più trasmessi dalle radio. L'Apriti Cielo Tour che segue l'uscita del disco vede Mannarino triplicare i suoi numeri live con 2 PalaLottomatica esauriti in poche settimane e triple date a Milano, Torino e Bologna.
A luglio 2017 l'album viene certificato disco d'oro. Per celebrare il tour da oltre 100.000 paganti, il 20 ottobre 2017 esce invece il primo disco dal vivo dell'artista intitolato "Apriti Cielo Live", registrato in giro per l'Italia durante l'estate. L'opera si compone di due CD con le canzoni dell'ultimo disco in versione live, i classici del repertorio di Mannarino, alcuni brani riarrangiati e l'inedito "Fatte bacià" (storico brano che l'artista ha sempre eseguito durante i suoi concerti ma che fino ad ora non era mai stato inciso), oltre che la versione studio dell'intero album "Apriti cielo". Il 25 novembre 2017 riceve il "Premio De André" alla carriera e poche settimane più tardi annuncia il nuovo concept tour L'Impero Crollerà, che, a partire da marzo 2018, fa tappa in oltre 20 città. Uno spettacolo che conquista pubblico e critica (come scrive Michele Monina "L'impero crollerà è una perfetta fotografia del 2018, e di come nel 2018 l'impero potrà anche crollare, ma tra le macerie a salvarsi saranno solo quelli che sono abituati a vivere di vita, e non di cose, e a vivere aiutandosi a vicenda, avidi di emozioni più che di potere").
Il 12 marzo 2018 Samuel, leader dei Subsonica, invita Mannarino a collaborare per la scrittura di un brano inedito sul Red Bull Studio Mobile. In Sicilia nasce il singolo Ultra Pharum che rimane per oltre 10 giorni al primo posto della classifica Viral50 di Spotify.
Per chiudere l'importante capitolo legato al disco Apriti Cielo, l'artista annuncia Apriti Cielo - Il Gran Finale , un evento speciale che si tiene a Roma, il 25 luglio 2018. Tre ore di concerto insieme a tutti i musicisti che hanno preso parte ai live Apriti Cielo Tour, RomaRio e L'impero Crollerà. Il concerto di Rock In Roma conta un pubblico di 10.000 spettatori, e Mannarino invita oltre 40 migranti del "Movimento Migranti e Rifugiati di Caserta" a salire sul palco, con uno striscione con scritto "Apriti mare e lasciali passare" , verso della canzone Apriti Cielo. Con questo ultimo concerto il cantautore saluta il suo pubblico prima di una lunga pausa che sarà dedicata a nuovi progetti e alla scrittura del prossimo album di inediti.
In poco più di un anno quadruplica il suo pubblico superando i 150.000 partecipanti ai suoi concerti.
Mentre è in studio per la registrazione del nuovo disco, ad ottobre 2019, riceve il primo Premio Gabriella Ferri. Il 19 dicembre 2019 viene inoltre annunciata la sua partecipazione all'evento “Curieuse Nocturne” del musée d’Orsay di Parigi, che si è tenuto il 16 gennaio 2020. Mannarino è il primo artista italiano contemporaneo invitato ad esibirsi nel museo.

### V(2021)
Il 21 luglio 2021 Mannarino annuncia l’uscita di V, il suo quinto album in studio. Il 23 luglio seguente, il primo singolo del disco Africa viene pubblicato a sorpresa su tutte le piattaforme digitali. Il 27 agosto viene pubblicato il secondo singolo che anticipa l'album, Cantaré, che viene trasmesso dalle principali radio italiane.
Il 17 settembre 2021 viene pubblicato V, prodotto interamente da Alessandro Mannarino e da Iacopo "BRAIL" Sinigaglia, con la co-produzione di Joey Waronker, di Camilo Lara e di Tony Canto in alcuni brani, mixato da Michael H. Brauer, masterizzato da Joe La Porta e composto da 13 tracce registrate tra New York, Rio de Janeiro, Città del Messico, Los Angeles e Roma.
Al termine della settimana seguente l’album risulta al primo posto della Classifica FIMI Album dei vinili più venduti  e al secondo posto della classifica generale degli album più ascoltati.

## Critica musicale
Il 1º marzo 2018 Arcana ha dedicato a Mannarino una monografia parte della collana "I cantautori del XXI secolo". Il libro, scritto da Meltea Keller, si chiama Cercare i colori. Il titolo deriva da una dichiarazione dell'autore a proposito della genesi dell'ultimo album in studio, Apriti cielo.

## Discografia

### Album in studio
| Anno                                                                                            | Titolo           | Classifiche | Certificazione |
| Anno                                                                                            | Titolo           | ITA         | Certificazione |
| ----------------------------------------------------------------------------------------------- | ---------------- | ----------- | -------------- |
| 2009                                                                                            | Bar della rabbia | 87          | - ITA: Platino |
| 2011                                                                                            | Supersantos      | 17          | - ITA: Oro     |
| 2014                                                                                            | Al monte         | 3           | - ITA: Oro     |
| 2017                                                                                            | Apriti cielo     | 1           | - ITA: Platino |
| 2021                                                                                            | V                | 2           |                |
| "—" indica pubblicazioni che non son entrate in classifica o non sono state messe in commercio. |                  |             |                |

### Album dal vivo
| Anno | Titolo              | Classifiche |
| Anno | Titolo              | ITA         |
| ---- | ------------------- | ----------- |
| 2017 | Apriti cielo (live) | 16          |

## Filmografia

### Attore

#### Cinema
- Tutto l'amore del mondo, regia di Riccardo Grandi (2010)
- Viva l'Italia, regia di Massimiliano Bruno (2012)

#### Televisione
- Boris, episodio 3x07 (2010)